# Оперетика
Ансамбл Оперетика је уметнички ансамбл основан 2000. године у Музичкој школи "Станковић" у Београду. Осмишљен је као јединствени педагошко-извођачки пројекат са циљем да младим оперским певачима пружи неопходно сценско искуство и премости јаз између музичког образовања и професионалног ангажмана у позоришту.
Мисија ансамбла је двострука: да служи као инкубатор за таленте, омогућавајући им практичну примену знања, и да обогаћује културни живот Србије извођењем разноврсног оперског, оперетског и мјузикл репертоара.

## Историјат и развој
Ансамбл Оперетика основала је Љубица Живковић, истакнути оперски солиста и дугогодишњи педагог соло певања. Ансамбл је настао као практична реализација њене педагошке филозофије, са циљем да се студентима и ученицима пружи структурирана пре-професионална обука.
Првобитно, ансамбл су чинили ученици из класа Љубице Живковић и Оливере Јовановић, да би се од 2005. године састав консолидовао и укључивао искључиво ученике и студенте из класе Љубице Живковић. Чланство које чине "садашњи и бивши ученици и студенти" омогућило је јединствен систем менторства, где искуснији чланови помажу млађима, чиме се обезбеђује континуитет уметничког стила и знања.
Године 2017. уметничко руковођење ансамблом преузима Валентина Ташкова, такође истакнути вокални педагог, која наставља и проширује делатност ансамбла. Под њеним руководством, мисија је јасније дефинисана као "промоција српске музике и афирмација младих уметника". Неки извори наводе да је постојао и период заједничког уметничког руковођења Љубице Живковић и Валентине Ташкове, што указује на постепену и пажљиво планирану транзицију.

## Репертоар и извођачка пракса
Репертоар ансамбла је од почетка био пажљиво осмишљен да служи и педагошким и уметничким циљевима. Обухватао је потпуно постављене сценске представе, као и различите концертне програме.
- Сценска дела: Основа сценског рада била је дечја опера Петра Крстића "Снежана и седам патуљака", која је младим певачима омогућавала да науче основе глуме, сценског покрета и ансамблске игре. Такође, значајан део репертоара чиниле су арије и сцене из оперета и мјузикла, што је развијало свестраност извођача.
- Концертни програми: Поред сценских дела, Оперетика је одржавала и концерте оперских арија, дуета и соло песама. Посебно се истицао програм под називом "Српско национално благо", посвећен делима српских композитора, чиме је ансамбл активно доприносио очувању и промоцији националне музичке баштине.[1] Тематски концерти, попут "Стари мајстори и ораторијуми", показивали су способност ансамбла да изводи и сложенији историјски репертоар.[4]

## Улога у развоју младих уметника
Најзначајније наслеђе Оперетике је њена улога инкубатора талената за српску оперску сцену. Ансамбл је представљао кључну карику у развоју младих певача, пружајући им платформу за стицање искуства и директан пут ка професионалним ангажманима. Многи чланови су, док су још били у Оперетици, били примани у оперске студије Опере и театра Мадленијанум и Народног позоришта у Београду, што им је омогућавало даљу професионалну интеграцију.
Из редова Оперетике потекли су бројни истакнути солисти који су касније остварили каријере у Опери Народног позоришта и другим позориштима, међу којима су баритон Небојша Бабић, бас Драгољуб Бајић, тенор и редитељ Тадија Милетић, бас-баритон Павле Жарков, сопран Оливера Гочанин, баритон Владимир Булатовић...

## Културни утицај
Ансамбл Оперетика је, посебно у прве две деценије свог постојања, имао значајан утицај на културни живот, не само у Београду већ и широм Србије.
- Културна децентрализација: Кроз стратешко партнерство са Музичком омладином Србије, ансамбл је одржао бројне турнеје и концерте у градовима широм земље, чинећи уметничку музику доступном широј публици.[1]
- Наступи на престижним сценама: Наступајући у најугледнијим београдским салама, као што су Коларчева задужбина, Уметнички павиљон „Цвијета Зузорић”, Битеф театар, Сава центар и Скупштина града Београда, ансамбл је потврдио свој висок уметнички стандард.
- Међународна промоција: Оперетика је одржала и наступе у иностранству, укључујући Бању Луку, Будимпешту, Темишвар и Москву, представљајући српску музичку педагогију и младе таленте на међународној сцени.[1]